# Пъстър бързолет
Пъстър бързолет (Tachymarptis aequatorialis) е вид птица от семейство Бързолетови (Apodidae).

## Разпространение и местообитание
Разпространен е в Ангола, Бурунди, Гана, Гвинея, Еритрея, Етиопия, Замбия, Зимбабве, Камерун, Кения, Демократична република Конго, Кот д'Ивоар, Малави, Мали, Мозамбик, Нигерия, Руанда, Сиера Леоне, Судан, Танзания, Уганда, Централноафриканската република и Южен Судан.